# Sinacroneuria
Sinacroneuria is een geslacht van steenvliegen uit de familie borstelsteenvliegen (Perlidae). De wetenschappelijke naam van het geslacht is voor het eerst geldig gepubliceerd in 1995 door Yang & Yang.

## Soorten
Sinacroneuria omvat de volgende soorten:
- Sinacroneuria bicornuata Stark & Sivec, 2008
- Sinacroneuria biocellata Stark & Sivec, 2008
- Sinacroneuria flavata (Navás, 1933)
- Sinacroneuria longwangshana (Yang & Yang, 1998)
- Sinacroneuria orientalis Yang & Yang, 1995
- Sinacroneuria quadriplagiata (Wu, 1938)
- Sinacroneuria wui (Yang & Yang, 1998)
- Sinacroneuria yiui (Wu, 1935)